# Rudgölen (Tvings socken, Blekinge, 625333-147369)
Rudgölen är en sjö i Karlskrona kommun i Blekinge och ingår i Nättrabyåns huvudavrinningsområde.